# 薛提
薛提（4世纪—452年），太原郡（今山西省太原市）人，中国南北朝北魏官员。
魏道武帝皇始年間，薛提补太学生，任侍御史。历任散騎常侍、太子太保，受爵历陽侯，加晋兵将軍。出任鎮東大将軍、冀州刺史，進爵太原公。召還为侍中，任治都曹事。452年（正平二年）魏太武帝驾崩，薛提和尚書左僕射蘭延、侍中和匹密不发丧。蘭延、和匹以为皇嫡孫拓跋濬年幼为由，建议立年長皇子秦王拓跋翰即位。薛提反对，力主立拓跋濬即位。中常侍宗愛假造赫連皇后之令，召薛提入宫殺害，擁立拓跋余。

## 延伸阅读
[在维基数据编辑]
 《魏書·卷33》，出自魏收《魏书》
 《北史·卷028》，出自李延壽《北史》